# Dorndorf (Krayenberggemeinde)
Dorndorf – dzielnica gminy Krayenberggemeinde  w Niemczech, w kraju związkowym Turyngia, w powiecie Wartburg.  

## Współpraca
Miejscowość partnerska:
- Philippsthal (Werra), Hesja